# Étudiants de la Bible
Pour les articles homonymes, voir Bible.
 (mai 2020).
Si vous disposez d'ouvrages ou d'articles de référence ou si vous connaissez des sites web de qualité traitant du thème abordé ici, merci de compléter l'article en donnant les références utiles à sa vérifiabilité et en les liant à la section « Notes et références ».
Les Étudiants de la Bible sont un mouvement religieux chrétien fondé par Charles Taze Russell.
Ils connurent plusieurs schismes au cours de leur histoire, dont le plus important eut lieu après le décès de son fondateur en 1916. Alors, Joseph Franklin Rutherford, son successeur, abandonna l'usage des Études dans les Écritures et fit évoluer plusieurs croyances, enseignements et méthodes de Russell. Le schisme qui en résulta a donné naissance aux Amis de l'Homme, à l'Association des étudiants de la Bible et au Mouvement missionnaire intérieur laïque.
Pour se distinguer de ces autres mouvements, l'organisation dirigée par Rutherford adopta en 1931 le nom de « Témoins de Jéhovah ».

## Le fondateur, Charles Taze Russell

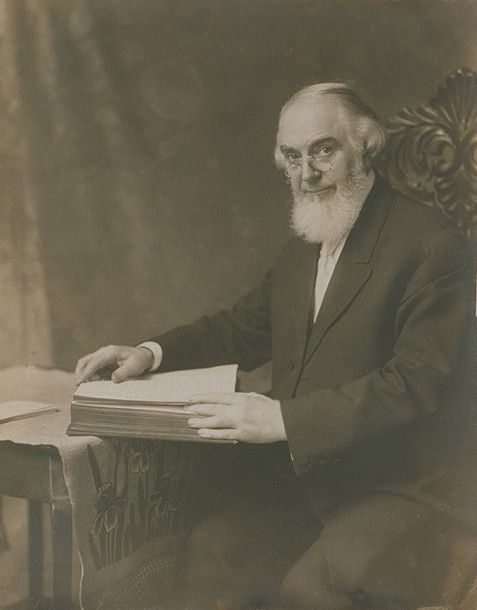
Charles Taze Russell, 1911.

Élevé dans une famille presbytérienne, Charles Taze Russell avait presque perdu sa foi jusqu'à ce qu'il ait rencontré le prêcheur adventiste chrétien Jonas Wendell (un des héritiers spirituels du Millerisme) en 1870. Sa foi ravivée, Russell a organisé un groupe d'étude de la Bible à Pittsburgh, en Pennsylvanie. Les ministres Adventistes George Storrs (éditeur de la revue Bible Examiner) et George Stetson (pasteur de l'Église chrétienne de l'avènement d'Edinboro), se sont révélés être des influences puissantes dès les premiers temps de leur collaboration et c'est auprès d'eux qu'il puisa son inspiration millénariste. Par exemple, George Storrs était un ardent défenseur de la croyance selon laquelle l'âme est mortelle et l'immortalité un don que recevraient les chrétiens fidèles ; il pensait aussi que l'enfer de feu n'existe pas et a publié notamment le livre Six Sermons (200 000 exemplaires) résumant sa vision théologique. Joseph Seiss, pasteur méthodiste inspira également Russell.
En janvier 1876, ce dernier a rencontré Nelson Homer Barbour qu'il a d'abord connu par le moyen du périodique adventiste que celui-ci éditait à l'époque. Russell a adopté plus tard la chronologie biblique de Barbour, qui elle-même avait été à l'origine éditée par Christopher Bowen en 1861. Barbour, tout comme Wendell, avait prévu un retour du Christ pour 1873, et quand cela a échoué, il a reporté la prévision à 1874. Convaincu de cet enseignement, Russell a décidé d'entreprendre dès lors une campagne de prédication. Une fois la date atteinte, il a déclaré que le Christ était bien revenu en 1874, mais l'avait fait de manière invisible. Il a en outre apporté une aide financière à Barbour et est devenu le corédacteur du magazine de celui-ci, Herald of the morning (Le héraut du matin). En 1877, Russell a fait paraître la brochure The Object and the Manner of our Lord's return consacrée au retour du Christ, et avec Barbour il a publié conjointement le livre The Three Worlds (Les Trois Mondes), un ouvrage traitant principalement du rétablissement et des prophéties basées sur la chronologie biblique. Ils ont différé de la plupart des adeptes du second Adventisme en ce qu'ils ont enseigné qu'Adam aurait une nouvelle chance de vivre dans une terre paradisiaque.
Toutefois, dans le numéro d'août 1878 du Hérald of the morning, Barbour a écrit un article dans lequel il a affirmé que la mort du Christ n'avait pas de valeur substitutive. Estimant que cela revenait à nier la doctrine de la rançon, Russell a ensuite publié des articles dans ce magazine qui défendaient cet enseignement. À la suite de ce désaccord persistant, il s'est finalement dissocié d'avec Barbour en juillet 1879 et a rapidement commencé à éditer son propre magazine, Zion's Watch Tower and Herald of Christ's Presence (Le Phare de la Tour de Sion et Messager de la Présence de Christ), aujourd'hui connu sous le nom de La Tour de garde, et dont le premier numéro a été tiré à 6 000 exemplaires. Il a maintenu l'enseignement de Barbour selon lequel le « temps de fin » avait commencé en 1799 et le Christ était revenu invisiblement en 1874. L'année 1878 est alors devenue la date du couronnement du Christ comme roi dans les cieux, de la résurrection des oints, et du jugement de Dieu de la chrétienté, et 1914 a été annoncée comme date de fin d'une période de moisson qui aboutirait à Har-Maguédôn.

## Doctrine des «Étudiants de la Bible»
À la suite de leur examen analytique de la Bible, le pasteur Russell ainsi que d'autres Étudiants de la Bible en sont venus à croire que la foi et les traditions chrétiennes contenaient d'importantes erreurs, et qu'il fallait désormais rétablir le véritable christianisme tel qu'il était enseigné et pratiqué au Ier siècle. Ils estimaient toutefois que leurs croyances n'étaient ni nouvelles, ni personnelles, mais celles de Christ, bien que leurs idées aient souvent été perçues comme étant des hérésies par beaucoup de chefs et disciples des Églises d'alors. Russell était d'accord avec d'autres confessions issues du protestantisme sur la supériorité de la Bible, ainsi que la justification par la foi seule, mais a estimé que des erreurs avaient été présentées dans leur interprétation. Il était d'accord avec beaucoup de protestants du XIXe siècle, y compris Millerites, dans le concept d'une grande apostasie qui aurait commencé à la fin du Ier siècle, ainsi que dans la croyance dans l'avènement imminent du Christ, et de la venue d'Armageddon. Les domaines dans lesquels ses interprétations ont différé de ceux des catholiques et de beaucoup de protestants concernent notamment :
- L'enfer de feu, qui a été rejeté. Russell a maintenu qu'il y avait une résurrection céleste de 144 000 membres oints et des membres de la « grande foule » (selon Apocalypse 7:9-17) en tant que classe céleste secondaire, et que le reste de l'humanité, dormirait dans la mort, attendant une résurrection terrestre.
- La Trinité, telle qu'elle était habituellement présentée. Russell croyait en la divinité de Jésus Christ, mais a différé de l'orthodoxie en enseignant que Jésus avait reçu cette divinité comme cadeau de son Père céleste, après sa mort sur la croix. Il a également enseigné que l'Esprit Saint n'est pas une personne, mais la manifestation de la puissance de Dieu.
- Russell a calculé que 1874 était l'année de l'avènement du Christ, et a enseigné jusqu'à sa mort que celui-ci était invisiblement présent, et régnant des cieux de cette date. Il a prédit que la période connue sous le nom de « Temps des Gentils » (selon Luc 21:24) finirait en 1914 et qu'à cette date la bataille d'Armageddon aurait lieu et que le Christ prendrait la direction des affaires terrestres. Il a par la suite interprété la manifestation de la Première Guerre mondiale comme étant le commencement d'Armageddon qui serait marqué par une détérioration progressive de la société civilisée, ainsi qu'une attaque multinationale à son apogée sur Israël reconstitué accompagné d'une anarchie mondiale. En ce qui concerne 1914, Russell et d'autres Étudiants de la Bible espéraient à cette date être emportés dans les cieux afin de régner avec le Christ[14].
- Il a rejeté la chronologie commune de la Bible pour calculer les 6 000 ans remontant à la création d'Adam aboutissant à l'année 1874, année où selon lui le Christ est revenu invisiblement.
- Russell a soutenu sa chronologie en utilisant la pyramidologie. En effet, il a aatribué la construction de la Pyramide de Khéops à Melchisédech (identifiant les habitants de Salem aux Hyksôs) sous la direction de Dieu[15], afin d'être comprise uniquement à l'époque de Russell. À propos de la pyramide en question, il a employé l'expression anglaise « the Bible in stone » (« la Bible dans la pierre »). En se basant sur certains textes bibliques, tels qu'Isaïe 19:19,20 et d'autres, les diverses sections du monument ont été interprétées comme étant des symboles de la chute de l'homme, de la constitution de la loi mosaïque, de la mort du Christ, et de la résurrection des oints aux cieux. Des calculs ont été effectués en utilisant le modèle d'un pouce pyramidal représentant une année. Des dates telles que 1874, 1914 et 1948 ont été découvertes à la suite de l'étude de ce monument[16]. Par exemple, 1874 a été trouvée à partir d'une mesure de 3 416 pouces de pyramide[17], mesure qui a été mise à jour en 1910 à 3 457 pouces à désigner 1915[18]. L'idée que la grande pyramide constituait un modèle prophétique de la chronologie biblique a été soutenue jusqu'en 1928[19].

Russell était un l'un des premiers prédicateurs chrétiens favorisant ce qui, plus tard, s'est nommé sionisme. Empruntant une idée promue par Nelson Barbour, il a enseigné dès 1879 que la faveur de Dieu avait été restituée aux Juifs à partir de 1878 comme résultat d'un « double » prophétique. En 1910, il a conduit une réunion au célèbre théâtre de l'Hippodrome de New York, avec des milliers de Juifs présents dans l'auditoire. Enseignant le fait que les Juifs ne devraient pas se convertir au christianisme, Russell a également soutenu que la terre de Palestine appartenait au peuple juif et qu'à présent, Dieu les appelait à nouveau sur leur terre, qui serait la capitale du Royaume terrestre de Dieu. Très tôt, Russell a cru que les Juifs s'assembleraient en Palestine et formeraient leur propre nation d'ici 1910, mais ceci ne s'est pas réalisé.

## Fondation du mouvement et de la Watch tower
Russell est devenu célèbre en tant que 'pasteur', et en 1881 il a formé une personne morale qui s'est développée en association à but non lucratif : La Watch Tower Bible and Tract Society of Pennsylvania (W. Conley en fut le premier président), celle-ci restant aujourd'hui encore l'entité juridique centrale du mouvement. En 1884, Russell en est devenu le président. Au départ, le siège de l'organisation se trouvait à Pittsburgh, 101 Cinquième avenue, puis à Allegheny, 44 Federal street, et à partir de 1889, à Allegheny toujours, mais au 56-60 Arch street, où le bâtiment à quatre étages a été nommé Maison de la Bible. En 1908, les locaux ont été transférés au 'Béthel de Plymouth' (centre appartenant auparavant à l'Église congrégationaliste) à Brooklyn, au 13-17 Hicks street, qui a été rénové et renommé Tabernacle de Brooklyn. Une maison de quatre étages a été également achetée à Brooklyn, 124 Columbia Heights, afin de loger des représentants et des volontaires de la Société Watchtower (demeure agrandie par la suite par l'acquisition de bâtiments attenants). Cette maison a été baptisée Béthel (Maison de Dieu).
Le pasteur a également entrepris à cette période des voyages dans plusieurs États des États-Unis (Pennsylvanie, New Jersey, New York, Ohio, Massachusetts, Michigan) dans le but de réunir les lecteurs de La Tour de garde entre eux, qui ne se connaissaient pas jusqu'alors, ceci ayant permis ensuite la formation de plusieurs congrégations et l'institution de réunions hebdomadaires. Russell a également poussé ses lecteurs à être prédicateurs, notamment en diffusant auprès du public des tracts baptisés d'abord Bible students' tract, puis Old theology quarterly. Les fidèles de l'organisation ont été encouragés à quitter leur Église si celle-ci était corrompue et attachée au monde. Dès 1886, l'invitation à la commémoration du Mémorial a figuré dans La Tour de garde et dès la fin des années 1890, des assemblées d'une semaine ont commencé à être organisées en différents endroits chez des membres.
En quelques années, plusieurs millions de copies de la Zion's Watch Tower and Herald of Christ's Presence ont été distribués dans plusieurs langues pour proclamer la présence du Christ et l'aube du millénium. De plus, le pasteur a rédigé en six volumes des manuels servant à l'étude de la Bible, appelé à l'origine Millennial Dawn (Aurore du Millénium), mais retitré Studies in the Scriptures (Études dans les Écritures) dès octobre 1904, qui ont regroupé les doctrines fondamentales résultant de ses dix années d'étude de la Bible pendant les années 1870. De ce fait, les Étudiants de la Bible se sont parfois appelés 'Millennial Dawnists' ('Auroristes du Millénuim'). Une intense campagne d'évangélisation a été entreprise par le moyen de la presse : en effet, Russell télégraphiait chaque semaine un sermon à un service de presse qui le retransmettait à des journaux américains et européens. De ce fait, en 1913, ces sermons auraient atteint 15 millions de personnes par l'intermédiaire de 2 000 journaux.

## Premières dissidences en 1909

Schéma des scissions dans le mouvement.

En 1907, le pasteur Russell explique de façon tranchante que les chrétiens n'ont pas été admis dans la Nouvelle Alliance, mais que celle-ci était encore future, et faite entre Dieu et la nation d'Israël afin d'enseigner au monde son plan.
Cette croyance, ainsi que d'autres doctrines jugées polémiques, pousse certains à se dissocier à partir de 1909, aboutissant à la formation du mouvement des "Étudiants de la Bible de la Nouvelle Alliance".
M.L. McPhail, pèlerin membre des Étudiants de la Bible de Chicago, se distingue également du mouvement de Russell à ce moment-là et dirige les "Étudiants de la Bible de la Nouvelle Alliance" aux États-Unis, fondant les "Croyants de la Nouvelle Alliance" de 1909. Lui-même connaît une nouvelle dissension au sein de son conseil d'administration, et en 1937, Isaac Hoskins et d'autres lui retirent leur appui et commencent à éditer Les observateurs du matin. Ce journal est édité jusqu'à ce qu'à la fin de publication en juin 1957.

## 1914
En 1907, Russell prédit qu'Har-Maguédôn surviendrait durant l'année 1914. En 1914, il fonde l'Association internationale des étudiants de la Bible en Grande-Bretagne. À partir de janvier de cette année-là, les Étudiants de la Bible commencent des représentations publiques du Photo-drame de la Création, une projection combinée d'un film et de vues fixes synchronisée avec le son, et couvrant l'histoire de la Bible depuis la création jusqu'à la fin du Millénium. Avec 80 représentations données quotidiennement dans différentes villes grâce à plus de 20 jeux du Photo-drame de la Création en quatre parties, l'assistance en 1914 s'élève en tout à plus de neuf millions de personnes. Il y a aussi l'Eurêka-Drame, moins connu, comprenant les disques (discours et musique) et parfois les vues fixes.
Russell décède le 31 octobre 1916 dans un train à Pampa au Texas, à l'âge de 64 ans, lors d'une tournée transnationale de discours. Pendant les dix années suivantes, le pasteur continue à être regardé par ses fidèles comme étant le « messager de Laodicée » et l' « esclave fidèle et avisé ».

## Schismes à la mort de Russell

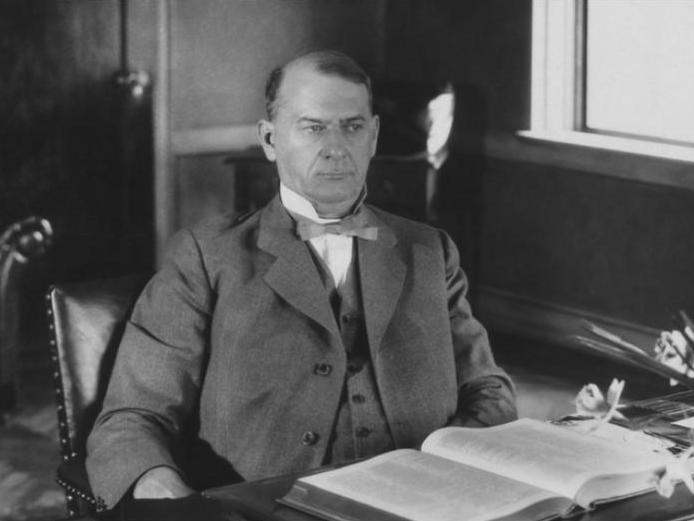
Rutherford.

Après la mort de Charles Taze Russell en 1916, Joseph Franklin Rutherford, élu deuxième président de la Société Watchtower, commence immédiatement un important travail de restructuration du mouvement qui, jusqu'en 1928, conduit à une désertion de près de trois quarts des membres de l'association. L'une des actions les plus controversées de Rutherford reste l'expulsion en juillet 1917 de quatre (Robert H. Hirsh, Isaac F. Hoskins, Alfred I. Ritchie, et James D. Wright) des sept membres du Conseil d'administration désignés par le pasteur Russell. Après leur expulsion, ces quatre membres fondent l'Institut pastoral de la Bible, et éditent Le héraut du royaume du Christ (par R.E. Streeter).
L'« Institut béréen de la Bible d'Australie » rompt également avec la Société Watchtower, en 1918.
En décembre 1918, Charles E. Heard et quelques autres estimèrent que la recommandation de Rutherford selon laquelle il fallait acheter des bons du trésor servant à financer la guerre était une perversion des enseignements pacifistes de Russell, et fondèrent l'Association des Étudiants de la Bible de Standfast à Portland, dans l'Oregon.

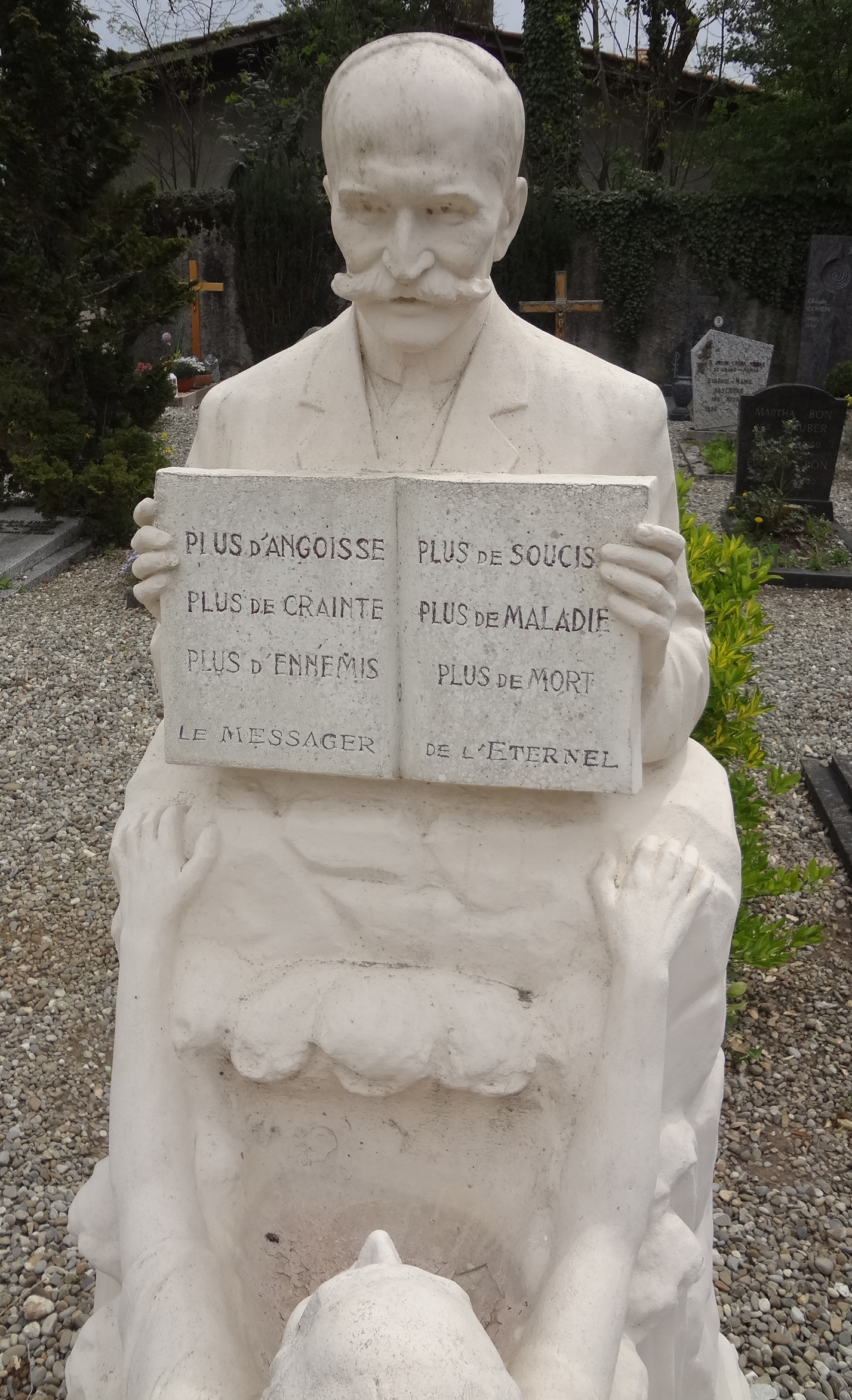
Tombe de Freytag à Cartigny, Genève.

En 1917, Alexandre Freytag (de), directeur de la filiale suisse de la Société Watchtower depuis 1898, fonda Angel of Jehovah Bible and Tract Society (également connue sous le nom d'« Association philanthropique des Amis de l'homme » et d'« Église du Royaume de Dieu ») et commença à éditer ses propres revues ; il fut évincé de la Société Watchtower par Rutherford en 1919.
En 1919, Paul Samuel Léo Johnson fonda le Mouvement missionnaire intérieur laïque (MMIL). Ce mouvement a connu à son tour plusieurs schismes : l'un en 1955, quand John Hoefle fonda l'« Association des Étudiants de la Bible de l'Épiphanie » (dirigée plus tard par son épouse, Emily Hoefle), et un autre en 1957, année où John Krewson, lui aussi exclu des Témoins de Jéhovah, a créé le « Mouvement missionnaire intérieur laodicéen » qui a duré jusqu'en 1990.
En Allemagne, Ewald Vorsteher fut dissocié au début des années 1920 à cause de son refus de suivre certaines instructions de la Société Watchtower. Il édita Wahrheitsfreund (Ami de la vérité). Sa maison fut fouillée par la Gestapo en 1933 et la découverte de documents critiques sur le régime nazi fut employée comme justification de la persécution tant des Étudiants de la Bible que des Témoins de Jéhovah.
En 1921, les « Étudiants internationaux de la Bible d'Inde » virent le jour et éditèrent leurs propres publications ; on compte dans ce pays quelques congrégations en activité actuellement.

## Ruptures ultérieures
En 1922, Norman Woodworth quitte la Société Watchtower pour créer le programme radiophonique Frank and Earnest avec l'aide de la congrégation des "Étudiants de la Bible de Brooklyn". Ceci provoque par la suite la fondation de l'« Association des Étudiants de la Bible de l'Aurore » afin d'imprimer et de distribuer les livres composant les Études dans les Écritures que la Société Watchtower a officiellement cessé de publier à partir de 1927. Ce groupe poursuit la production de vidéos, de cassettes sonores, de publications et d'émissions télévisées et radiophoniques aux États-Unis, au Canada, en Europe et en Amérique du Sud.
En 1928, l'« Association italienne des Étudiants de la Bible de Hartford », dans le Connecticut, dirigée par Gaetano Boccaccio, retire également son appui à la Société Watchtower et change son nom en « Église millénaire des Étudiants de la Bible » puis en « Communauté des Chrétiens du Millénaire », Inc. En 1940, Boccaccio commence à imprimer le magazine Nouvelle Création et continue à le faire jusqu'à sa mort au début de 1996. Le magazine continue à être édité par la "Communauté des Chrétiens du Millénaire", sous la direction de Elmer Weeks, dans le New Jersey. Voir aussi Étudiants libre de la Bible (en).
Jesse Hemery, l'un des Étudiants de la Bible les plus éminents d'Angleterre, fut nommé président de l'Association internationale des Étudiants de la Bible par Russell en 1901, et occupa cette fonction jusqu'en 1946. En 1951, il fut excommunié par Nathan Homer Knorr, le président ayant succédé à Rutherford et fonda la "Communauté de Goshen".
En 1942, les Témoins de Jéhovah modifient la date de l'avènement du Christ avec report de 1874 à 1914, ce qui entraîne de nouveau le départ de fidèles qui fondent des groupes conservant la date originale.
En 1951, naît l'« Association des Étudiants libres de la Bible de France », produisant son propre magazine et rééditant les publications de Russell en français. Des associations de ce genre naissent également auparavant en Allemagne (années 1930), en Grèce, et en Pologne (en 1921).

## Mouvements issus des Étudiants de la Bible

### Association des étudiants de la Bible
L'Association des étudiants de la Bible est une branche du mouvement des étudiants de la Bible qui suit les enseignements et les vues de Charles Taze Russell, également connu sous le nom de "Pasteur Russell". Les Associations des Étudiants de la Bible pratiquent la lecture et l'étude régulières de la Bible en suivant les six volumes des Études dans les Écritures de Russell.

### Les Étudiants libres de la Bible
Les Étudiants libre de la Bible (en) sont une communauté de foi chrétienne. Leur croyance est fondée uniquement sur la Bible. Ils vivent suivant le modèle du christianisme primitif. La communauté provient du mouvement des Étudiants de la Bible. Les églises locales se décrivent comme des communes libres de la Bible avec le nom supplémentaire de la ville. Des communautés existent dans plus de 45 pays.
En 1907 a été estimée par Russell plusieurs légendes de base réformée, l’aspect de la nouvelle union et la compréhension changer au niveau du “Sauveur” qui fut ensuite publiée dans la Wachtturm. Une grande protestation en résulta au travers du groupe des étudiants de la Bible, par la suite en devinrent le deuxième grand Schisme des étudiants de la Bible.[pas clair] E.C. Hennings, un autre dirigeant de la Tour de Garde australienne écrivit une lettre ouverte à Russell, pour l'inviter à réviser ses positions doctrinales ; plusieurs lettres de protestation[Par qui ?] suivirent. Malgré tout, Russell usa de sa fonction en tant que fidèle et esclave de compréhension[incompréhensible] et réagit contre ses ennemis de son nouvel enseignement pour les contrebattre[pas clair]. Plusieurs personnes renommées[pourquoi ?] associées de la communauté Watchtower, parmi lesquelles J.H. Giesey, vice-président de l’association, M.L. McPhail, un grand contrôleur de Chicago et Mae Russell Land, propre sœur de Russell, quittèrent l’association communautaire.
En 1909 les exclus, conscients de la nécessité de se regrouper, prennent le nom d’Étudiants libres de la Bible, par opposition aux Étudiants de la Bible qui s'en tiennent à l’enseignement de Russell. En Australie, ils s'appellent les New Covenant Fellowships, en Amérique les New Covenant Believers. Quelques autres communautés missionnaires furent fondées[Lesquels ?]. En 1928, les étudiants de la Bible se rassemblent de nouveau et fondent ensemble le Christian Millennial Fellowship et le journal Le Nouveau Créateur qui est publié jusqu'à aujourd’hui.

## Source
- (en) Cet article est partiellement ou en totalité issu de l’article de Wikipédia en anglais intitulé « Jehovah's Witnesses splinter groups » (voir la liste des auteurs).